# Tim Minchin
Timothy David Minchin, meglio noto come Tim Minchin (Northampton, 7 ottobre 1975), è un comico, attore e musicista australiano.
Minchin è conosciuto soprattutto per la sua musica comica, con la quale ha pubblicato sei CD, cinque DVD e numerosi spettacoli comici dal vivo in cui si è esibito a livello internazionale. Inoltre è apparso in televisione in Australia, Regno Unito e Stati Uniti.  Dopo essere cresciuto a Perth, in Australia, ha frequentato l'University of Western Australia e la WAAPA, prima di trasferirsi a Melbourne nel 2002. Il suo spettacolo Darkside lo ha reso noto al grande pubblico, guadagnando il consenso della critica al Melbourne International Comedy Festival e all'Edinburgh Festival Fringe nel 2005.
Minchin ha una formazione teatrale ed è apparso in diverse produzioni, oltre ad aver avuto piccoli ruoli nella televisione australiana. Nel 2008 è uscito nelle sale cinematografiche un film documentario su Minchin, Rock N Roll Nerd, diretto da Rhian Skirving, successivamente trasmesso in televisione dal canale ABC1 nel 2009. Minchin ha anche co-sceneggiato il musical Matilda the Musical, vincitore di un Olivier Award e basato sul romanzo Matilde di Roald Dahl.

## Biografia
Minchin è nato a Northampton, nel Regno Unito, da genitori australiani ed è cresciuto a Perth, nell'Australia Occidentale. È stato educato presso la privata Christ Church Grammar School e ha iniziato a studiare pianoforte all'età di otto anni, ma ha abbandonato gli studi dopo tre anni per mancanza di interesse. In seguito ha ripreso in mano lo strumento quando ha iniziato a scrivere musica con suo fratello Dan Minchin, un chitarrista, ma ancora si considerava un pianista di scarso talento. Minchin si è laureato presso l'University of Western Australia nel 1995 con un Bachelor of Arts in lingua inglese e teatro, e nel 1998 ha conseguito un diploma avanzato in musica contemporanea presso la Western Australian Academy of Performing Arts. Nel 2013 è stato premiato con una laurea honoris causa in lettere dall'University of Western Australia.
Attualmente vive a Londra con sua moglie, Sarah. I due hanno due figli, Violet e Caspar. Minchin fa spesso riferimento alla sua relazione nelle sue canzoni e nei suoi spettacoli.

## Musica comica

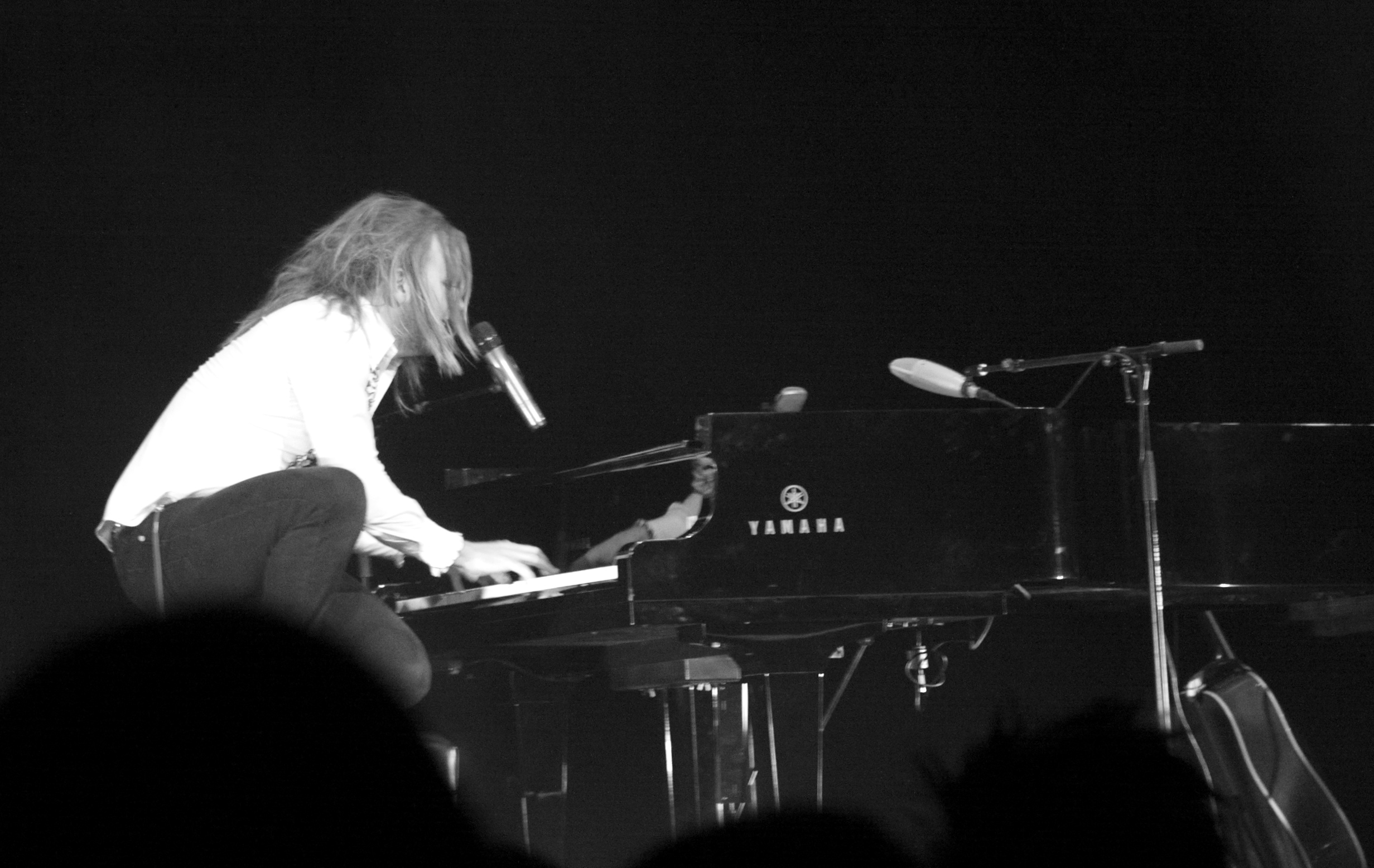
Minchin suona il pianoforte durante uno spettacolo a Melbourne, nel 2009

Minchin descrive la propria performance come un «divertente spettacolo di cabaret» e si vede principalmente come un musicista e cantautore piuttosto che come comico; riguardo alle sue canzoni egli afferma che «capita semplicemente che siano divertenti». Sulla sua combinazione di musica e comicità ha affermato in un'intervista: «sono un bravo musicista come comico e un bravo comico come musicista, ma se dovessi fare una delle due cose separatamente, non so».
Attinge dalla sua formazione teatrale per rendere caratteristici il suo aspetto e la sua personalità sul palco. Nei suoi spettacoli, solitamente si esibisce a piedi nudi, con i capelli arruffati e del trucco pesante negli occhi, in contrapposizione ad abiti eleganti ed a un pianoforte a coda. Minchin ha affermato di preferire esibirsi scalzo per essere più comodo, e di considerare importante il trucco agli occhi perché mentre suona il pianoforte, non potendo usare le braccia, si affida all'espressività della propria faccia, e il trucco serve ad evidenziare la cosa al pubblico. Il suo aspetto e la sua personalità, ha affermato, sono intesi per «calpestare la linea che sta tra il prendersi beffe di sé stessi e il voler essere una figura iconica. Prendersi beffe del ridicolo e completamente irrealistico sogno di essere una figura iconica». L'aspetto eccentrico in qualche modo allontana Minchin dalla realtà, permettendogli di fare affermazioni oltraggiose sul palco «senza irritare la (maggior parte della) gente».
Gli spettacoli di Minchin consistono principalmente di sue canzoni e poesie, con argomenti che vanno dalla satira sociale alle bambole gonfiabili, i feticismi sessuali, e le sue fallite ambizioni da rock star. Tra una canzone e l'altra si esibisce in brevi numeri di comicità stand-up. Molte delle sue canzoni trattano della religione, un argomento da cui Minchin – ateo e fan di Richard Dawkins – dice di essere «un po' ossessionato». Sostiene che, essendo essa una delle forze più potenti e influenti nel mondo, la religione non dovrebbe mai essere esclusa dal repertorio di chi fa satira. Minchin ha detto che la sua canzone preferita da eseguire è Peace Anthem for Palestine, che riflette i suoi sentimenti riguardo ai conflitti religiosi. Nei suoi spettacoli Minchin parla anche più ampiamente dei tabù. Nella sua canzone Prejudice, ad esempio, fa una parodia del potere attribuito alle parole.

### Inizi della carriera (1998-2007)
Dopo aver conseguito il diploma avanzato in musica contemporanea nel 1998, Minchin ha iniziato a comporre musica per documentari e rappresentazioni teatrali. Nel 2000 ha scritto ed interpretato il musical Pop presso il Blue Room Theatre a Perth. Nel 2001 ha pubblicato un CD intitolato Sit con la sua band Timmy the Dog, ottenendo però scarso successo. Nel 2002, dopo un solo anno di lavoro da attore professionista, si è trasferito da Perth a Melbourne per fare carriera. Inizialmente Minchin ha faticato: per un anno non ha potuto avere un agente e non ha trovato alcun lavoro come interprete. Sebbene diverse case discografiche gli avessero dato risposte positive, esse erano incerte su come commercializzare la sua musica, una mescolanza di canzoni satiriche e canzoni pop più serie. Minchin ha deciso di raccogliere tutte le sue canzoni umoristiche in un unico spettacolo dal vivo, per poi ritornare a realizzare nuovamente musica seria.
Minchin ha affermato di essere entrato nel mondo della comicità «ingenuamente», non avendo mai assistito ad una esibizione comica prima di essersi esibito a sua volta. Il suo spettacolo di maggior successo, Darkside (coprodotto da Laughing Stock Productions), ha ottenuto l'acclamazione della critica al Melbourne International Comedy Festival del 2005, nel quale ha vinto l'inaugurale Festival Directors' Award ed è stato notato da Karen Koren, la responsabile del noto evento The Gilded Balloon. Koren ha sostenuto lo svolgimento dello spettacolo all'Edinburgh Fringe, durante il quale Minchin ha ricevuto il Perrier Comedy Award come miglior esordiente. Il suo spettacolo del 2006, So Rock, è stato candidato al primo premio del Melbourne International Comedy Festival, il Barry Award, mentre nel 2007 Minchin ha ricevuto il premio come miglior comico alternativo al HBO US Comedy Arts Festival.
Sono stati commercializzati CD con le registrazioni dal vivo dei suoi spettacoli del 2005 e del 2006, Darkside e So Rock. Nel 2007 è stato pubblicato un DVD intitolato So Live, contenente registrazioni fatte presso lo studio al Teatro dell'opera di Sydney e materiale da entrambi i suoi precedenti spettacoli. Dato che questo DVD è stato commercializzato solo in Australia, nel 2008 Minchin ha pubblicato nel Regno Unito un DVD intitolato So F**king Rock Live, contenente pressoché lo stesso materiale di So Live.

### Ready for This?(2008-2010)
Nell'agosto del 2008, Minchin ha iniziato ad esibirsi nel suo terzo spettacolo, Ready for This?, presso l'Edinburgh Fringe e successivamente l'ha portato in tour nel Regno Unito.
Una registrazione di questo spettacolo, effettuata dal vivo alla Queen Elizabeth Hall di Londra, è stata pubblicata il 20 luglio 2009 come album per il download su iTunes. In seguito è stata commercializzata un'edizione DVD della stessa, in Australia dal 9 settembre 2009 e nel Regno Unito dalla seconda metà del 2010.
Nel dicembre del 2009, il brano White Wine in the Sun è stato pubblicato come singolo scaricabile online.
Alla fine del 2009, è stato annunciato che una delle poesie beat di Minchin, Storm, sarebbe stata rappresentata con un cortometraggio d'animazione in uscita nel 2010. È stato lanciato un blog per accompagnare la realizzazione del filmato, e l'8 gennaio 2010 è stato pubblico un breve trailer. Il 7 aprile 2011 l'intero cortometraggio è stato pubblicato su YouTube.
Il 27 febbraio 2010, si è esibito nello spettacolo Ready for This? a Sydney, per quella che era intesa come l'ultima volta. Tuttavia, Minchin si è esibito nuovamente il 14 marzo 2010 a The Big Libel Gig, in protesta alle leggi britanniche sulla diffamazione, assieme ad altri artisti come Dara Ó Briain, Marcus Brigstocke, Shappi Khorsandi, Robin Ince e Ed Byrne. In seguito si è esibito nel luglio del 2010 al Camp Bestival, facente parte delle Jestival Sessions.
Minchin è stato inoltre il soggetto di un dipinto di Sam Leach, che nel 2010 ha vinto l'Archibald Prize, il più importante concorso di ritratti in Australia.

### Tim Minchin and the Heritage Orchestra(2010-2013)
Dalla fine del 2010, Minchin si è esibito in un nuovo tour teatrale, iniziando l'8 dicembre a Birmingham. In esso si è distaccato dalla struttura dei suoi precedenti spettacoli, la parte di recitazione è cresciuta ed è accompagnata dalla Heritage Orchestra. Lo spettacolo contiene una grande mescolanza di materiale, oltre a nuove canzoni su temi quali la preghiera e la razionalità, già apparsi spesso nelle sue passate esibizioni. Minchin ha affermato, nei contenuti dell'edizione home video, che l'accompagnamento dell'orchestra è finalizzato a creare uno spettacolo comico che non venga rovinato dall'essere svolto in teatro. Il tour ha avuto tappe nel Regno Unito e in Australia. È stato registrato presso la Royal Albert Hall di Londra per un'edizione Blu-ray e una in DVD, pubblicate nel novembre del 2011. Nel 2013 alla Royal Albert Hall partecipa al cast di Jesus Christ Superstar dove interpreta la parte di Judas (reperibile anche in DVD e Bluray).

### Tim Minchin: Back (2019-2020)
Il 30 agosto 2018, Minchin ha annunciato che sarebbe tornato in tournée in un nuovo tour chiamato BACK, chiamato anche "Old Songs, New Songs, Fuck You Songs". Il tour è iniziato ad Adelaide, per dopo proseguire in tutta l'Australia e la Nuova Zelanda nei mesi di marzo e aprile 2019, seguito da alcune tappe nel Regno Unito a ottobre e novembre 2019. Il tour include nuove canzoni comiche oltre a brani delle sue recenti opere musicali come "When I Grow Up" di Matilda the Musical e "Seeing you" da Groundhog Day.
L'artista ha dichiarato su Instagram che l'album di questo spettacolo uscirà nel 2020, anno in cui ha previsto alcune date per i concerti in Australia.

## Ateismo e scetticismo
In un'intervista con il membro dell'IIG John Rael, Minchin ha spiegato che ciò che lo turba di più riguardo alle credenze sul paranormale è come la gente usi come «difesa speciale» l'idea che «non c'è nulla di male» in queste. Minchin ha affermato che c'è poco di male in pratiche come il reiki, ma si chiede «dove va tracciata la linea» quando occorrono prove reali sul funzionamento di una terapia. Ha dichiarato di essere un ateo, così come uno scettico, e di non riuscire a capire come qualcuno possa definirsi scettico e allo stesso tempo essere religioso: «se si applica il dubbio a qualsiasi cosa... l'intera faccenda della religione è ovviamente una fantasia».
Nella sua poesia beat, Storm, incentrata su una discussione tra Minchin e una giovane donna che crede in varie alternative New Age alla medicina farmaceutica, lui afferma: «La scienza regola le sue teorie in base a ciò che osserva. La fede è la negazione dell'osservazione, affinché il credo possa essere preservato».

## Discografia

### Album
- 2001 – Sit (con la band Timmy the Dog)
- 2005 – Darkside
- 2006 – So Rock
- 2009 – Ready for This?
- 2010 – Live at the O2
- 2011 – Tim Minchin and The Heritage Orchestra

### Singoli
- 2008 – Drowned
- 2009 – White Wine in the Sun
- 2010 – The Pope Song (download gratuito)[38]
- 2011 – The Fence

### Raccolte
- 2005 – Laugh-a-poolooza (collettivo)

### DVD
- 2007 – So Live
- 2008 – So F**king Rock Live[39]
- 2009 – So F**king Rock Live (Special Edition)
- 2010 – Ready for This?
- 2011 – Tim Minchin and the Heritage Orchestra

## Filmografia

### Cinema
- Two Fists, One Heart, regia di Shawn Seet (2008)
- Robin Hood - L'origine della leggenda (Robin Hood), regia di Otto Bathurst (2018)

### Televisione
- Californication - serie TV, 10 episodi (2013)
- The Secret River - miniserie TV, 2 puntate (2015)
- Upright – serie TV, 16 episodi (2019-2022)
- The Artful Dodger, regia di Jeffrey Walker, Corrie Chen e Gracie Otto – miniserie TV, 7 puntate (2023)

### Doppiatore
- The Lost Thing, regia di Andrew Ruhemann e Shaun Tan – cortometraggio (2010) – voce
- Storm – cortometraggio (2011) - voce; anche sceneggiatore
- Back to the Outback - Ritorno alla natura (2021) - voce
- Arkie e la magia delle luci (2023) - voce